# Valahol, messze
A Valahol, messze Lois Lowry 2000-ben kiadott regénye, Az emlékek őre folytatása.
Magyarul 2015-ben jelent meg az Animus Kiadó gondozásában, Csatári Ferenc fordításában. 
A két történet azonban csak annyiban kapcsolódik egymáshoz, hogy ugyanabban a világban történik a cselekmény, de a két könyv főszereplője sosem találkozott, nem is tudnak egymásról.
A Valahol, messze főszereplője, a torz lábú Kira, árvaságra jut, és meg kell tanulnia élni egy olyan társadalomban, ahol a gyengéket vagy fogyatékosokat rendszerint kiteszik meghalni a mezőre. A könyv folyamán elkezdi megtanulni, hogyan fessen cérnát különböző színekre, kivéve a kéket, amelyet a közösségében senki nem tud elkészíteni. Többet tud meg arról is, mi az igazság a falujáról, és milyen szörnyű titkokat rejt.

## Magyarul
- Valahol, messze; ford. Csatári Ferenc; Animus, Bp., 2004 (Az emlékek őre, 2.)

## Fordítás
- Ez a szócikk részben vagy egészben  a   Gathering Blue című angol Wikipédia-szócikk fordításán alapul.  Az eredeti cikk szerkesztőit annak laptörténete sorolja fel. Ez a jelzés csupán a megfogalmazás eredetét és a szerzői jogokat jelzi, nem szolgál a cikkben szereplő információk forrásmegjelöléseként.

## Forrás
- A regény adatlapja a Moly.hu oldalon